# Christiaan Theodoor Groothoff
Christiaan Theodoor Groothoff (Manggar, 5 juli 1887 – Valkenburg, 29 juni 1969) was van 1937 tot 1947 directeur en van 1947 tot 1953 president-directeur van de Staatsmijnen in Limburg. Van 1945 tot 1949 was Groothoff beheerder van zowel de Staatsmijnen als van de particuliere mijnen in Limburg.

## Levensloop
Opgegroeid in Nederlands-Indië, ging Groothoff geologie en mijnbouw en aan de Technische Hogeschool Delft studeren. In 1910 studeerde hij daar af, en vertrok weer naar Nederlands-Indië. In 1916 promoveerde hij met het proefschrift De primaire tinertsafzettingen van Billiton ('s-Gravenhage, 1916) en keerde terug naar Nederland. 
In 1919 werd Groothoff benoemd tot adjunct-ingenieur op de Staatsmijn Emma en vanaf 1924 was hij hoofdbedrijfsingenieur bij de Staatsmijnen. Groothoff richtte zich vooral op de efficiënte bedrijfsvoering en liet zich inspireren door Frederick Taylor. 
Inmiddels bevorderd tot directeur, werd Groothoff op 1 april 1943 door de Duitse bezetter gearresteerd, omdat hij inlichtingen zou hebben verstrekt aan het Nationaal Comité en Koos Vorrink en opgesloten in de strafgevangenis van Scheveningen, in de volksmond ook wel Oranjehotel genoemd. Op 8 september 1943 werd hij vrijgelaten, maar al spoedig opnieuw gearresteerd en ondergebracht in het gijzelaarskamp in het Noord-Brabantse Haaren, waar hij voor medegegijzelden een tweetal lezingen hield over Het groeibedrijf en de christelijke moraal. Op 11 november 1943 werd hij vrijgelaten, maar mocht zijn functie niet meer uitoefenen. 
Op 18 september 1944, daags na de bevrijding van Heerlen werd Groothoff weer aangesteld als directeur van de Staatsmijnen. Omdat de kolenproductie in het eerste jaar te wensen overliet, benoemde minister Frans Wijffels Groothoff op 8 juni 1945 tot beheerder van alle steenkolenmijnen in Limburg, een functie die hij tot 1 januari 1949 zou bekleden. Op 14 februari 1947 werd Groothoff benoemd tot president-directeur van de Staatsmijnen, een functie die hij tot zijn pensionering op 1 april 1953 zou bekleden.
Christiaan Theodoor Groothoff overleed op 29 juni 1969 in zijn Villa Leeuwenhorst in Valkenburg.